# فيليب دافيسون
فيليب دافيسون (بالإنجليزية: Philip Davison)‏ هو كاتب أيرلندي، ولد في 1957 في دبلن في جمهورية أيرلندا.

## وصلات خارجية
- الموقع الرسمي
- فيليب دافيسون على موقع IMDb (الإنجليزية)
- فيليب دافيسون على موقع أول موفي (الإنجليزية)
- فيليب دافيسون على موقع قاعدة بيانات الفيلم (الإنجليزية)
- فيليب دافيسون على موقع كينوبويسك (الروسية)